# فندق الهفوف
فندق الهفوف هو أحد فنادق مدينة الهفوف بالأحساء بالمملكة العربية السعودية.

## الموقع
يقع الفندق في شارع على بن أبي طالب بالهفوف، حيث يبعد عن الأحساء 3.1 كيلو مترًا، ويبعد عن مطار الأحساء الإقليمي -الذي يُعد أقرب مطار له- 20.4 كيلو مترًا، وعن محطة الحافلات سابتكو بحوالي 19.0 كم.

### المعالم السياحية القريبة
يقع الفندق وسط العديد من المعالم السياحية مثل جبل قارة حيثُ يبعد عنه مسافة 15.3 كيلو متر، وحديقة اليحيى التي تبعد حوالي 7.6 كم عنه، كما يبعد عن متحف الأحساء الوطني 4.4 كم، بينما يبعد عن الفوارس مول بحوالي 1.7 كم وعن ستار مول 3.5 كم، وعن مطعم العجان حوالي 6.4 كم وعن مطعم كتكوت بحوالي 4.0 كم. وعن منتزه الملك عبد الله البيئي مسافة 14.3 كيلو متر، وعن منتزه جواثا مسافة 19.8 كيلو متر.

## الخدمات والمرافق
يوفر فندق الهفوف أماكن إقامة ذات 3 نجوم وهو يحتوي على 76 غُرفة تحتوي على تكييف وتدفئة وثلاجة وميني بار وتلفاز، ويضم الفندق مركزًا للياقة البدنية وحديقة وساونا، كما يشتمل على مطعمًا ومكتب استقبال يعمل على مدار 24 ساعة وخدمة الغرف، ذلك بالإضافة إلى خدمة الواي فاي مجانًا، بالإضافة إلى مجموعة من الأنشطة الترفيهية كالبلياردو وغرفة ألعاب، ويمكن الحصول على مواقف خاصة للسيارات مقابل تكلفة إضافية. كما يُقدِّم هذا الفندق وجبة إفطار كونتيننتال أو أمريكية حيثُ يوجد مطعم به هو مطعم الواحة. ويُوفر أجنحة للعرسان ومرافق غرف كبار الشخصيات وغرف عائلية ومحلات تجارية.
كما يوجد المزيد من الخدمات للضيوف ومنها: خزائن، تسجيل وصول ومغادرة خاص، خدمة كونسيرج، صراف آلي في الموقع، تخزين الأمتعة، تحويل العملات، تسجيل سريع للوصول والمغادرة.

## سياسة الفندق
تختلف كل من سياسة الإلغاء وسياسة الطفل وفق السياسة المنشأة ونوع الغرفة وكذلك باختلاف الموسم السياحي، ويُمنع اصطحاب الحيوانات الأليفة.